# 852 v.Chr.
Het jaar 852 v.Chr. is een jaartal in de 9e eeuw v.Chr. volgens de christelijke jaartelling.

## Gebeurtenissen

### Israël
- Koning Achazja van Israël sterft na een dodelijke val uit het raam van het paleis.
- Joram van Israël volgt zijn broer op en bestijgt de troon.

## Overleden
- Achazja van Israël, koning van Israël